# Amedeo Dalla Volta
Amedeo Dalla Volta (Mantova, 23 ottobre 1892 – Genova, 25 ottobre 1985) è stato uno psicologo e medico legale italiano.

## Biografia
Diplomatosi al liceo classico "Virgilio" di Mantova all'inizio della prima guerra mondiale, nel giugno del 1915 fu arruolato nel corpo di sanità e chirurgia, ma venne fatto prigioniero il 15 novembre 1917, dopo la battaglia di Caporetto, e condotto nei campi di concentramento ungheresi di Dunaszerdahely e Csót. Nel periodo di prigionia raccolse delle annotazioni che usò per la tesi di laurea, pubblicata con il titolo di Studi di psicologia e psichiatria sui prigionieri di guerra dopo la laurea in medicina e chirurgia all'Università degli Studi di Padova nel 1919; successivamente, divenne allievo e collaboratore di Attilio Cevidalli e assistente all'istituto di medicina legale dello stesso ateneo. Compì studi di perfezionamento all'estero, in particolare a Vienna e a Berlino, favorito dalla sua conoscenza del francese, inglese, tedesco e ungherese, che aveva imparato durante la detenzione di guerra. Il 1º febbraio 1921 aderì ai Fasci italiani di combattimento.
Il 1º gennaio 1930 risultò primo vincitore di concorso e venne nominato professore straordinario di medicina legale all'Università degli Studi di Catania. Il 28 ottobre 1936 ottenne il trasferimento all'Università degli Studi di Genova, dove organizzò il locale istituto di medicina legale; qui ebbe come allievo Aldo Franchini e portò a termine il Trattato di medicina legale in tre volumi, pubblicato tra il 1933 e il 1938. Con l'emanazione delle leggi razziali fasciste del 1938, Dalla Volta, che era di origini ebraiche, fu costretto ad abbandonare la cattedra genovese. Dopo il proclama Badoglio dell'8 settembre 1943 visse nascosto nelle campagne mantovane per sfuggire alle persecuzioni nazifasciste. Gli anni dell'isolamento umano e accademico gli consentirono tuttavia di approfondire gli studi in campo psicologico, anche su consiglio di Agostino Gemelli, grazie al quale ottenne, una volta terminata la seconda guerra mondiale, la cattedra di psicologia presso l'Istituto Giannina Gaslini.
Nel 1953, mediante il programma Fulbright, fu ospite della Facoltà di antropologia dell'Università dell'Arizona a Tucson, in cui svolse alcune indagini psicologiche, entrando in contatto con il popolo Hopi e sottoponendo i bambini a test attitudinali già sperimentati negli anni trenta sui bambini genovesi.

## Opere
- Amedeo Dalla Volta, Studi di psicologia e psichiatria sui prigionieri di guerra, Firenze, Tipografia Mariano Ricci, 1919.
- Amedeo Dalla Volta, Dizionario di psicologia, Firenze, Editrice universitaria, 1961.
- Amedeo Dalla Volta, Pazzia e sessualità nei lager della Grande Guerra, a cura di Andrea Scartabellati, Udine, Gaspari Editore, 2016.